# Leposaari (ö i Birkaland)
Leposaari är en ö i Finland.   Den ligger i kommunen Mänttä-Filpula i den ekonomiska regionen  Övre Birkalands ekonomiska region  och landskapet Birkaland, i den södra delen av landet, 200 km norr om huvudstaden Helsingfors. Leposaari ligger i sjön Kuorevesi.